# ميشيل يي
ميشيل يي (بالإنجليزية: Michelle Ye)‏ (بالصينية: 葉璇) هي كاتبة سير ذاتية وممثلة أمريكية وصينية، ولدت في 14 فبراير 1980 في الصين.

## وصلات خارجية
- ميشيل يي على موقع IMDb (الإنجليزية)
- ميشيل يي على موقع قاعدة بيانات الفيلم (الإنجليزية)